# Kerkenes
Kerkenes is een pre-Hellenistische citadel in de Turkse provincie Yozgat die werd gebouwd in de 6e eeuw v.C. 
De toenmalige naam van de citadel is niet bekend. Cultureel ging het om een Frygisch bouwwerk, met een monumentaal poortcomplex waarin sacrale, aniconische rotsblokken werden verwerkt. In totaal had de vesting zeven poorten en een oppervlakte van 2,5 km².